# On ne devrait pas exister
Pour plus de détails, voir Fiche technique et Distribution.
On ne devrait pas exister est un film français réalisé par HPG et sorti en 2006.

## Synopsis
Un acteur porno veut se reconvertir dans le cinéma grand public.

## Fiche technique
- Titre : On ne devrait pas exister
- Réalisation : HPG
- Scénario : HPG
- Direction de la photographie : Laurent Duguet et Reza Serkanian
- Son : Frédéric Bures et Arnaud Julien
- Musique originale : Manu Lanvin
- Sociétés de production : HPG Production et Game production, en coproduction avec CinéCinéma
- Société de distribution : Limelight Distribution
- Pays d'origine :  France
- Genre : comédie dramatique
- Durée : 1h30
- Date de sortie :
  -  France : 22 mai 2006 (Festival de Cannes), 24 mai 2006 (sortie nationale)

## Distribution
- HPG : Hervé
- LZA : LZA
- Benoît Fournier : Benoît
- Jean-Claude Joerger : Julius
- Marie-T Picou : Marie-T
- Marilou Berry : Marilou
- Rachida Brakni : Rachida
- Bertrand Bonello : Bertrand
- Didier Trévisan : Didier
- Margareth Zenou : Margaret(h)
- Phil Hollyday
- Nina Roberts

## Distinction
- Sélection à la Quinzaine des réalisateurs 2006.